# Université Paris-Sorbonne
Université Paris-Sorbonne (svenska: Paris-Sorbonne Universitet), Paris IV, metonym: Sorbonne, är ett franskt statligt universitet beläget i Paris, Frankrike. Det grundades 1970 som huvudefterträdare till Paris universitet, grundat på 1100-talet som världens näst äldsta universitet, efter dess uppdelning till följd av majrevolten i Paris 1968. Université Paris-Sorbonne rankas regelbundet som Frankrikes främsta tillika ett av världens främsta inom humaniora, med 13:e plats i världen inom humaniora år 2010 samt 17:e plats 2011 och 2012. Det utgör Frankrikes totalt sett internationellt högst ansedda lärosäte.
Universitetet räknar omkring 24 000 studenter årligen, fördelade i 20 institutioner, omfattande bland annat Frankrikes prestigefulla journalistiskt inriktade grande école CELSA belägen i Neuilly-sur-Seine. Dessutom har det, förutom cirka 400 internationella bilaterala avtal, inrikessamarbeten med bland annat Sciences Po och HEC Paris, samt utgör grundande medlem av samverkansprojektet Sorbonne Universités (2010). Universitetet ackrediteras genom franska Ministeriet för högre utbildning och forskning.
Arkitektoniskt inhyser universitetet 12 campus varav sju är belägna i det historiska Latinkvarteret och tre i Marais, Malesherbes respektive Clignancourt. Bland dessa märks till exempel Paris universitets kulturminnesmärkta universitetsbyggnader Sorbonne (1253; 1635) i barockstil och Institut d'Art et d'Archéologie (1928) i neomesopotamisk stil belägen intill Luxembourgträdgården.

## Historia
Universitetet, som är inhyst i den gamla universitetsbyggnaden Sorbonne, räknar sin historia tillbaka till Paris universitet, grundat på 1100-talet, vars valspråk "Hic et ubique terrarum" (latin) (svenska: "Här och överallt på jorden") det exklusivt förvaltar. Université Paris-Sorbonne räknas vidare som direkt arvtagare till Faculté des Lettres et Sciences Humaines (svenska: Fakulteten för humaniora och samhällsvetenskap) vid Paris universitet.
I dag utgör Université Paris-Sorbonne Frankrikes största och främsta institution för högre utbildning inom humaniora, språk och samhällsvetenskap.

## Bildgalleri

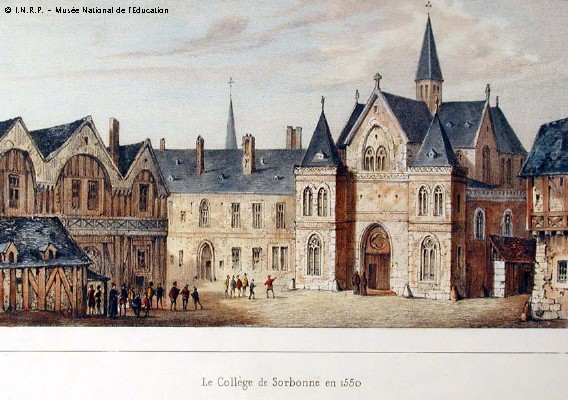
Collège de Sorbonne (1550)
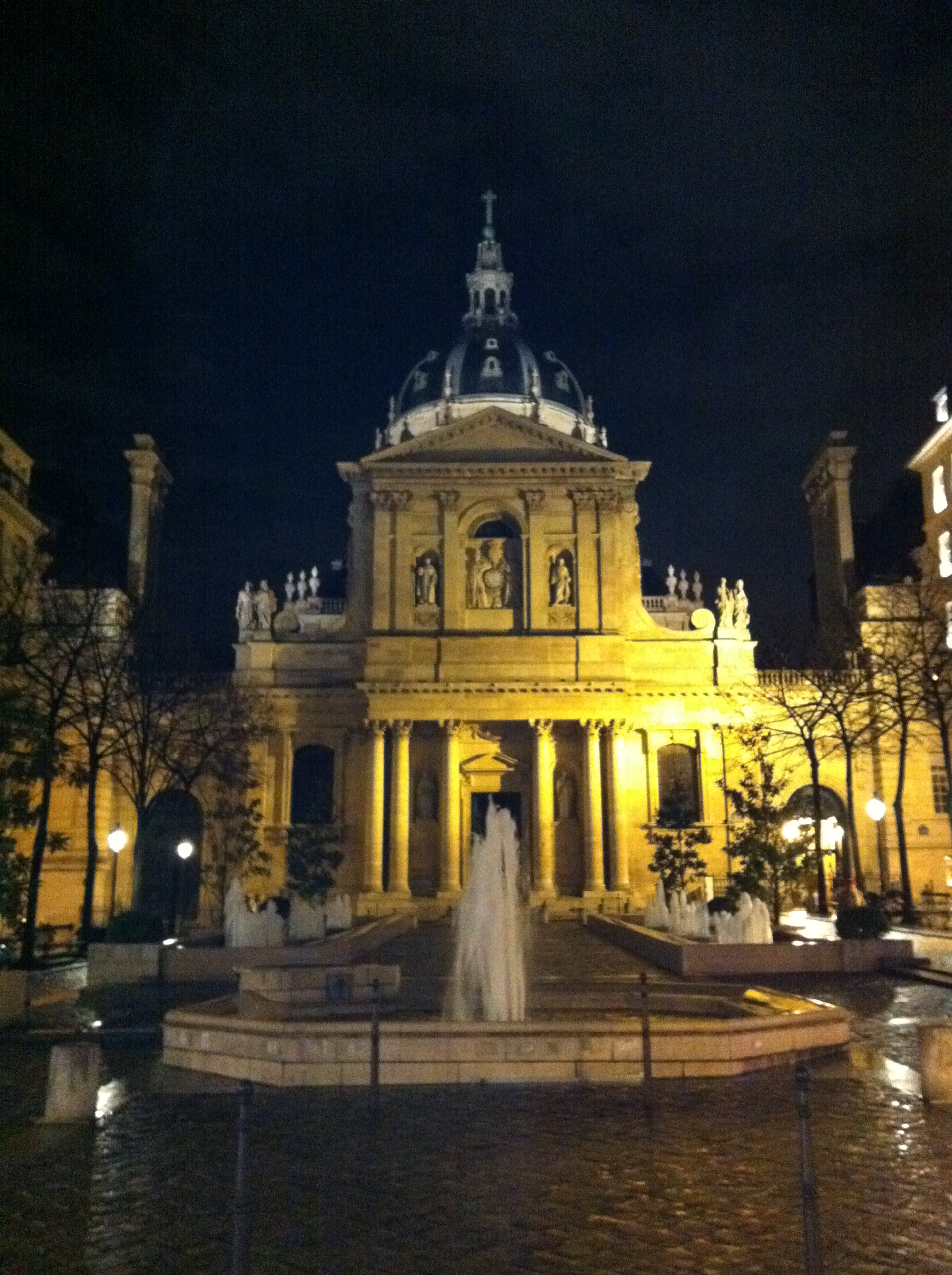
Place de la Sorbonne
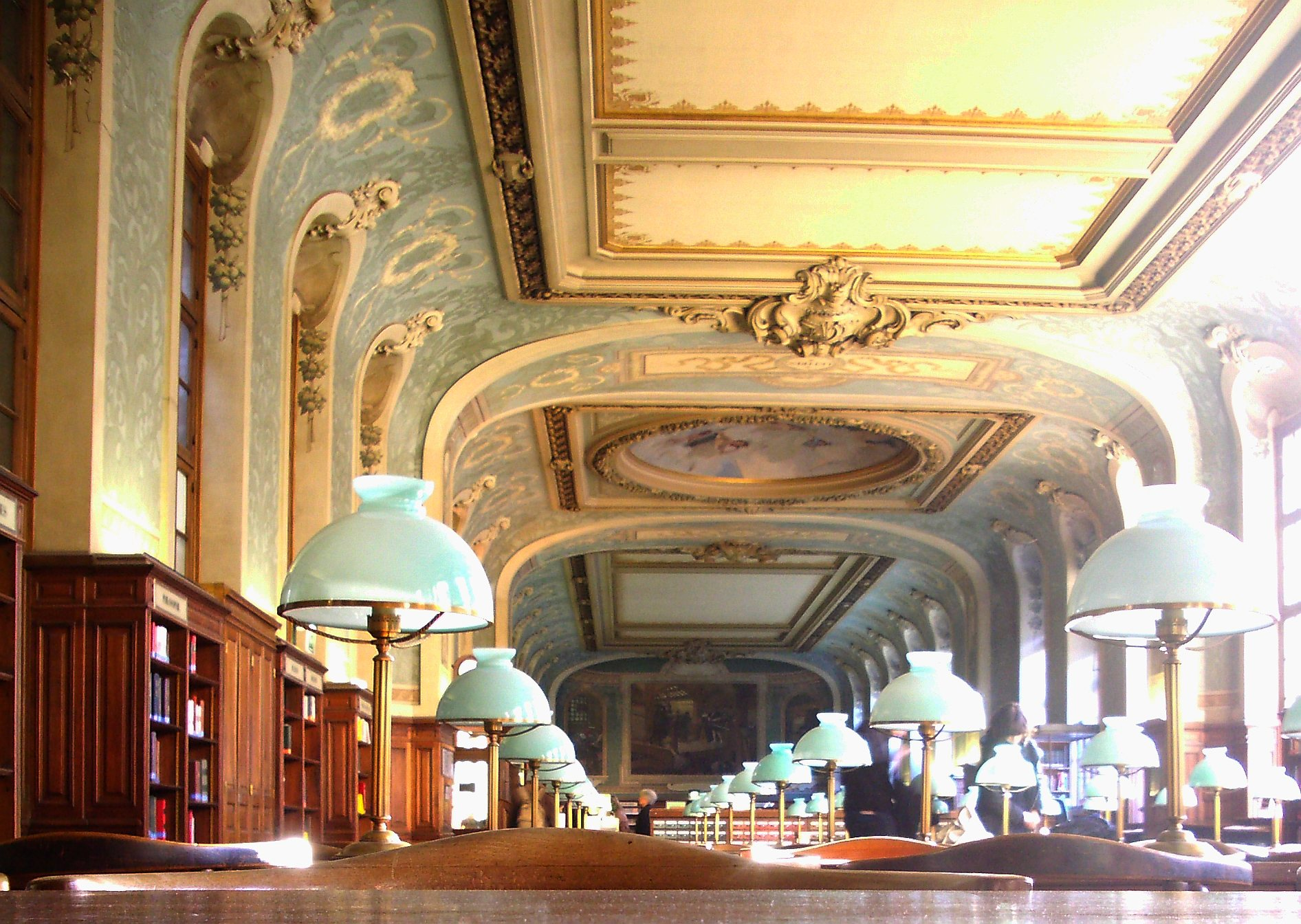
Bibliothèque de la Sorbonne
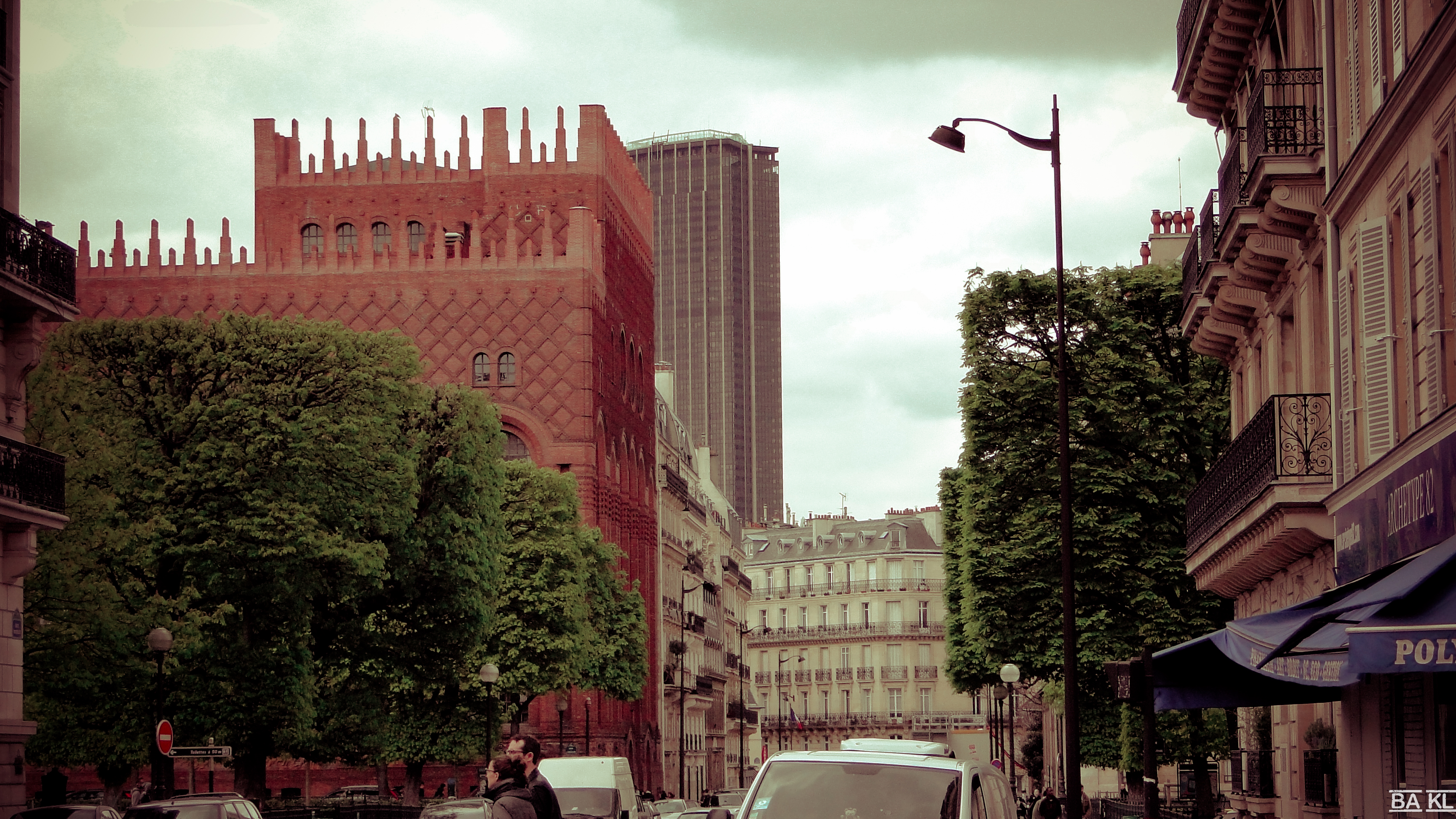
Institut d'Art et d'Archéologie
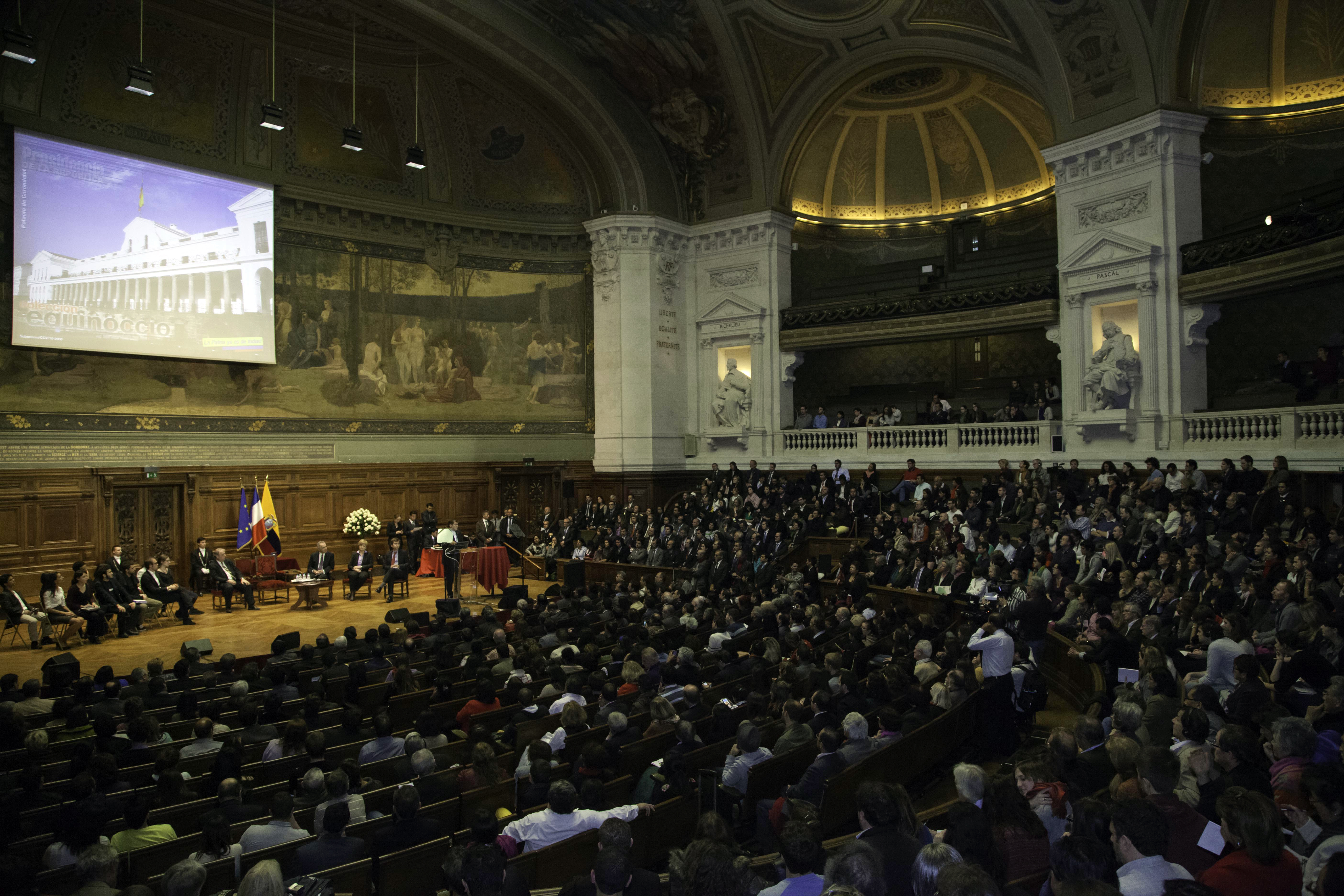
Amphithéatre Richelieu

## Alumni i urval
- Luc Ferry, fransk politiker, professor och utbildnings- och forskningsminister
- Christiane Taubira, fransk politiker och justitieminister
- Michel Sapin, fransk politiker och finansminister
- Jean-Luc Marion, fransk filosof och ledamot av Franska akademin
- Patrick Grainville, fransk författare och professor
- Jean Baechler, professor i sociologi
- Janine Chanteur, fransk professor i moralfilosofi
- Jean-François Delmas, fransk arkivarie och direktör
- Ahmed el-Tayeb, stormufti av Egypten och storimam av Al-Azharuniversitetet
- El Hadj Ibrahima Sall, senegalesisk politiker och minister